# 나가노 전철 2100계 전동차

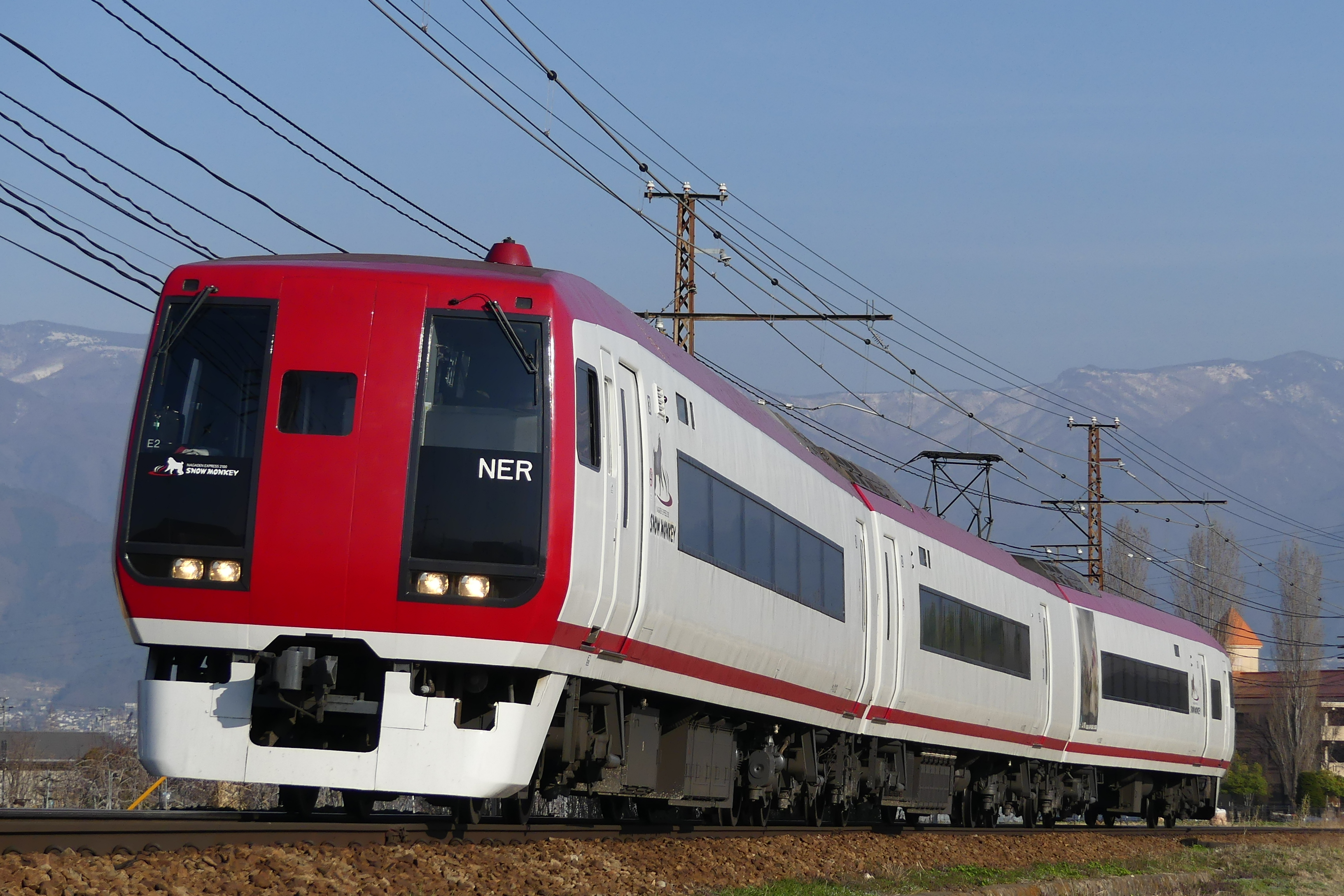
나가노 전철 2100계 전동차

나가노 전철 2100계 전동차(일본어: 長野電鉄2100系電車)는 나가노 전철의 특급형 전동차이다.

## 같이 보기
- 동일본 여객철도 253계 전동차